# Mithion sexplagiatus
Mithion sexplagiatus är en spindelart som beskrevs av Simon 1910. Mithion sexplagiatus ingår i släktet Mithion och familjen hoppspindlar. Inga underarter finns listade i Catalogue of Life.